# Легат Михајла Пупина
Легат Михајла Пупина представља део личне библиотеке Михајла Пупина. Михајло Пупин је пред крај свог живота поклонио део личне библиотеке Универзитетској библиотеци „Светозар Марковић“. Велики научник је својим даром желео да помогне ову институцију. Још годину дана пре званичног почетка рада Универзитетске библиотеке, свечано отворене 1926. године.

## О легату
Пупин је 1925. године, годину дана пре отварања Универзитетске библиотеке "Светозар Марковић" у Београду, за Библиотеку претплатио првих пет годишта часописа Нова Европа, који је окупљао истакнуте интелектуалце из Србије, Хрватске, Словеније, Босне и Херцеговине. Затим је 1928. године, стигао као поклон од Пупина монографија-споменице Исака Њутна са Пупиновом посветом: Универзитетској библиотеци у Београду поклонио Михајло Пупин. Њујорк, 17.мај 1928.
Први већи Пупинов поклон које Библиотека добила, 1932. године, била је Енциклопедија Британика у 32 тома. А 1933. године Пупин је поклонио вредну збирку научних дела. То су углавном дела познатих научника и утемељивача научних дисциплина-Поенкаре, Кирхоф, Херц, Гибс, Ајнштајн... Овим поклоном је Библиотека добила и књиге из друштвених наука, књижевности и уметности.
Пупин је лично одабирао књиге и трудио се да то буду вредна издања корисна за научни рад на Београдском универзитету. Овај дар је био посебно значајан за Универзитетску библиотеку која је у том тренутку имала скроман фонд књига, нарочито из области егзактних наука. Већи део публикација је из области физике и математике, али поред тога и из скоро свих научних дисциплина; највише их је на енглеском језику, затим на немачком и мањи део на француском језику. Ту су и луксузна библиофилска издања штампана у ограниченом броју примерака.

## О Михајлу Пупину
Михајло Идворски Пупин био је српски и амерички научник, проналазач, професор на Универзитету Колумбија и почасни конзул Србије у САД. Био је и један од оснивача и дугогодишњи председник Српског народног савеза у Америци. Такође је добио и Пулицерову награду за аутобиографско дело „Од пашњака до научењака“.